# Додаткові питання
«Додаткові питання» — радянський художній фільм 1979 року, знятий режисером Лаврентієм Соном на кіностудії «Казахфільм».

## Сюжет
Героїня фільму Карагоз Алімбаєва приїжджає з аула, де п'ять років працювала зоотехніком, до міста, щоб вступити до ветеринарного інституту. Блискуче здавши профільні предмети, Карагоз на останньому іспиті з фізики отримує трійку і, недобравши одного бала, має повернутися в аул. Фільм ставить серйозну проблему: чи мають право абітурієнти, для яких майбутня професія — їхнє справжнє покликання, за плечима які мають великий стаж роботи, на переваги при вступі до ВНЗ?

## У ролях
- Наталія Арінбасарова — Карагоз Алімбаєва
- Куман Тастанбеков — роль другого плану
- Меруерт Утекешева — роль другого плану
- Джамбул Худайбергенов — роль другого плану
- Куляй Мураталієва — роль другого плану
- Байтен Омаров — роль другого плану
- Лев Тьомкін — роль другого плану
- Шахан Мусін — роль другого плану
- Леонтій Полохов — роль другого плану
- Гульзіпа Сиздикова — роль другого плану
- Карім Мутурганов — роль другого плану
- Єсболган Жайсанбаєв — роль другого плану
- Юрій Вотяков — екзаменатор
- Ян Янакієв — педагог

## Знімальна група
- Режисер — Лаврентій Сон
- Сценарист — Лаврентій Сон
- Оператор — Марат Дуганов
- Художник — Юрій Вайншток